# Sextonik
«Sextonik» — пятый сингл Милен Фармер с альбома Point de Suture, вышел в свет 31 августа 2009 года. Текст песни провокационный, по сути это ода фаллоимитатору, из-за чего песня так и не получила обширных радиоротаций.
Эту песню Милен хотела включить в концертное турне 2009, однако её не устроила концертная аранжировка, и песню вычеркнули из списка.

## Список композиций
Ниже приведен список треков и сингл-релизов "Sextonik":
- CD single

| №  | Название                          | Длительность |
| -- | --------------------------------- | ------------ |
| 1. | «Sextonik» (single version)       | 4:38         |
| 2. | «Sextonik» (instrumental version) | 4:40         |

- CD single 1 - Promo

| №  | Название                | Длительность |
| -- | ----------------------- | ------------ |
| 1. | «Sextonik» (radio edit) | 3:37         |

- CD single 2 - Promo

| №  | Название                                        | Длительность |
| -- | ----------------------------------------------- | ------------ |
| 1. | «Sextonik» (Tomer G sextonik reloaded club mix) | 5:57         |
| 2. | «Sextonik» (Tomer G sextonik club mix)          | 6:10         |

- Digital download

| №  | Название                   | Длительность |
| -- | -------------------------- | ------------ |
| 1. | «Sextonik» (album version) | 4:35         |

## Интересные факты
- Слово "Sex" в композиции прозвучало... 132 раза!
- Несмотря на то, что песня так и не прозвучала в турне, среди продаваемого стаффа можно было найти гробик SeXtonik.
- Существует также официальный ремикс Sextonik (Tomer G Radio Edit), однако он не выходил на физических носителях, его можно только найти в цифровом виде в Интернете.